# بريزة

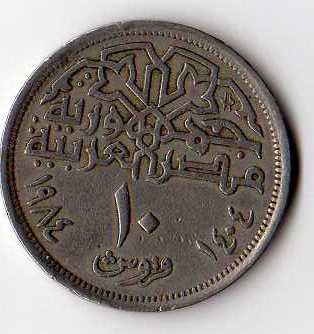
تسمى عشرة صاغ أو بريزة، وفي الوجه الخلفي عبارة جمهورية مصر العربية مزخرفة ورقم عشرة ب وتاريخ الصك بالتقويم الهجري والميلادي.

البريزة أيضا تعتبر من إحدى أقدم العملات في الأردن ويطلق عليها أحيانا اسم «عشر قروش» 

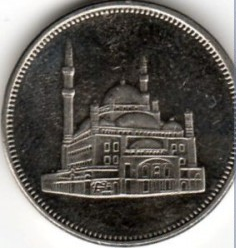
الوجه الأمامي رسم جامع محمد علي باشا.

البريزة هي عملة موجودة في الأردن ، ومصر ، وتبلغ قيمتها عشرة قروش أي عُشر كل من الدينار الأردني ، والجينيه المصري .